# Ordo salutis
Ordo salutis (latim: "A ordem da salvação") refere-se a uma série de passos conceituais dentro da doutrina de salvação cristã. Tem sido definida como "um termo técnico da dogmática protestante para designar as etapas consecutivas no trabalho do Espírito Santo, na apropriação da salvação." Embora haja dentro da teologia cristã um certo senso nas fases da salvação sejam sequenciais (romanos 8,29-30), alguns elementos ocorrem de forma progressiva e outros instantâneamente. Além disso, algumas etapas na ordem da salvação "são objetivas, realizadas exclusivamente por Deus, enquanto outras são subjetivas, envolvendo humanidade. Cristãos antes da Reforma, embora não utilizassem a frase exata, procuraram ordenar os elementos da salvação. O termo "Ordo salutis" foi usado pela primeira vez por teólogos luteranos em meados de 1720.  A maioria dos termos comumente usados na ordem seqüencial são:
1. Presciência
2. Predestinação
3. Chamada
4. Fé
5. Arrependimento
6. Justificação
7. Regeneração
8. Adoção
9. Perseverança
10. Mortificação
11. Santificação
12. Glorificação

## Interpretação Histórica
| Católico Romano: - Batismo - Confirmação - Eucaristia - Penitência - Extrema Unção | Luterano: - Chamada - Iluminação - Arrependimento - Regeneração - Justificação - União Mística - Santificação - Conservação | Arminiano: - Presciência - Predestinação - Eleição - Graça Preveniente - Chamada Externa - Arrependimento e fé - Regeneração - Justificação - Santificação - Glorificação | Calvinista: - Predestinação - Eleição - Chamada - Regeneração - Fé - Arrependimento - Justificação - Santificação - Perseverança - Glorificação | Ortodoxa: |